# Campestre-et-Luc
Campestre-et-Luc este o comună în departamentul Gard din sudul Franței. În 2009 avea o populație de 116 de locuitori.

## Evoluția populației
| An        | 1975 | 1982 | 1990 | 1999 | 2006 | 2009 |
| --------- | ---- | ---- | ---- | ---- | ---- | ---- |
| Populație | 94   | 72   | 80   | 117  | 111  | 116  |